# Nordamerikanische Seide
Die Nordamerikanische Seide (Cuscuta campestris) ist eine Pflanzenart aus der Gattung Seide (Cuscuta) in der Familie der Windengewächse (Convolvulaceae). Diese parasitäre Pflanzenart ist in der Neuen Welt weitverbreitet.

## Beschreibung

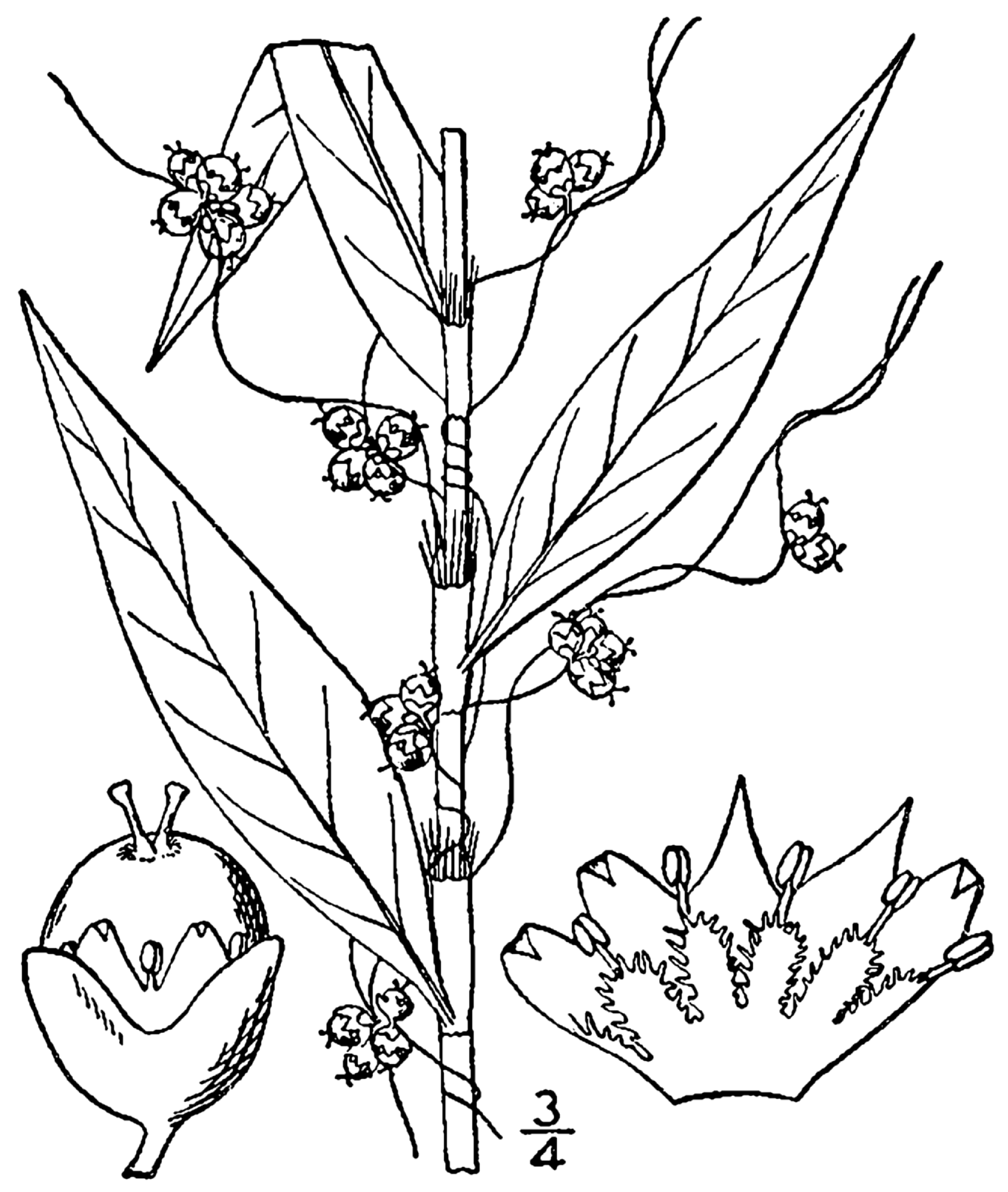
Illustration

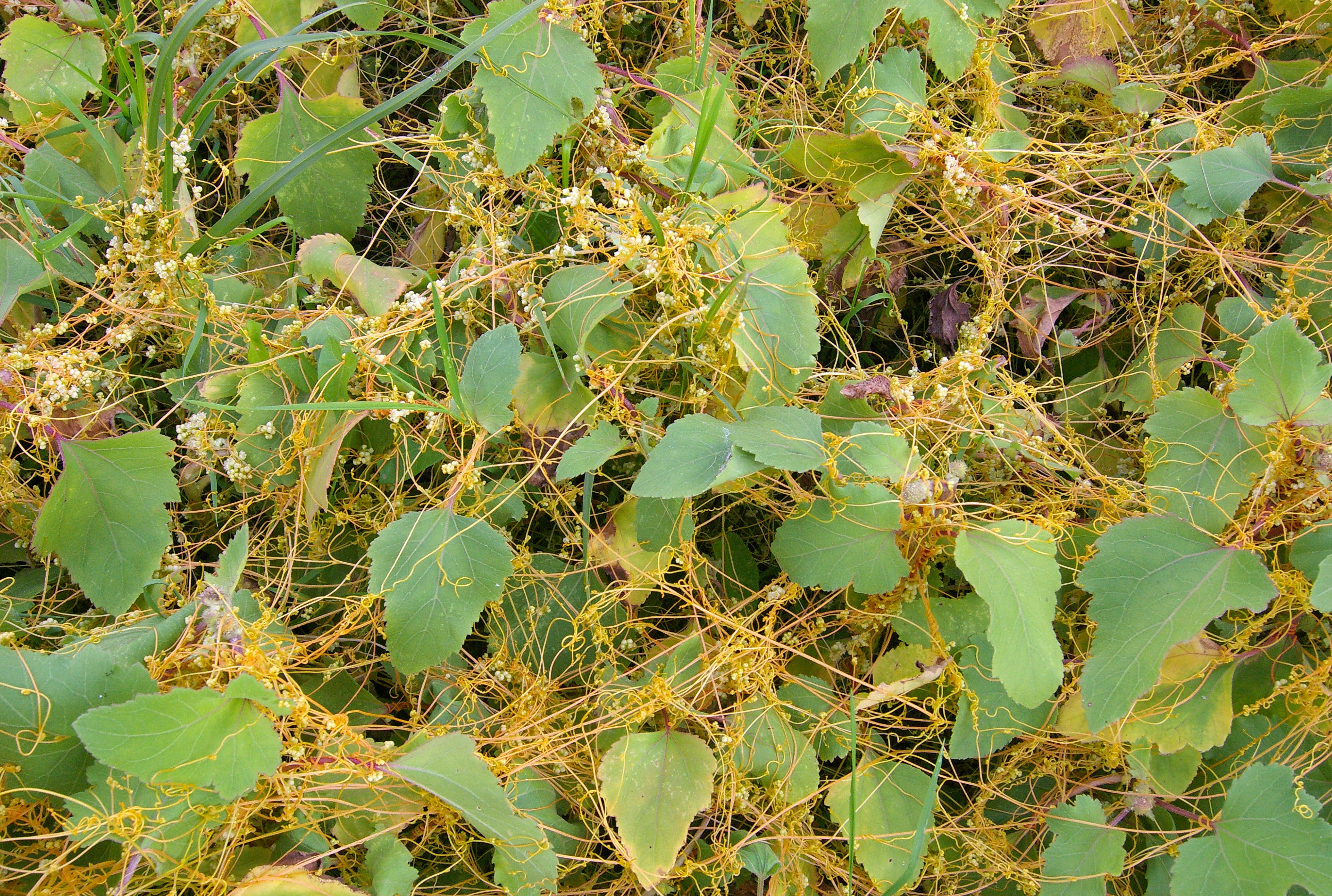
Nordamerikanische Seide, auf Elbe-Spitzkletten wachsend

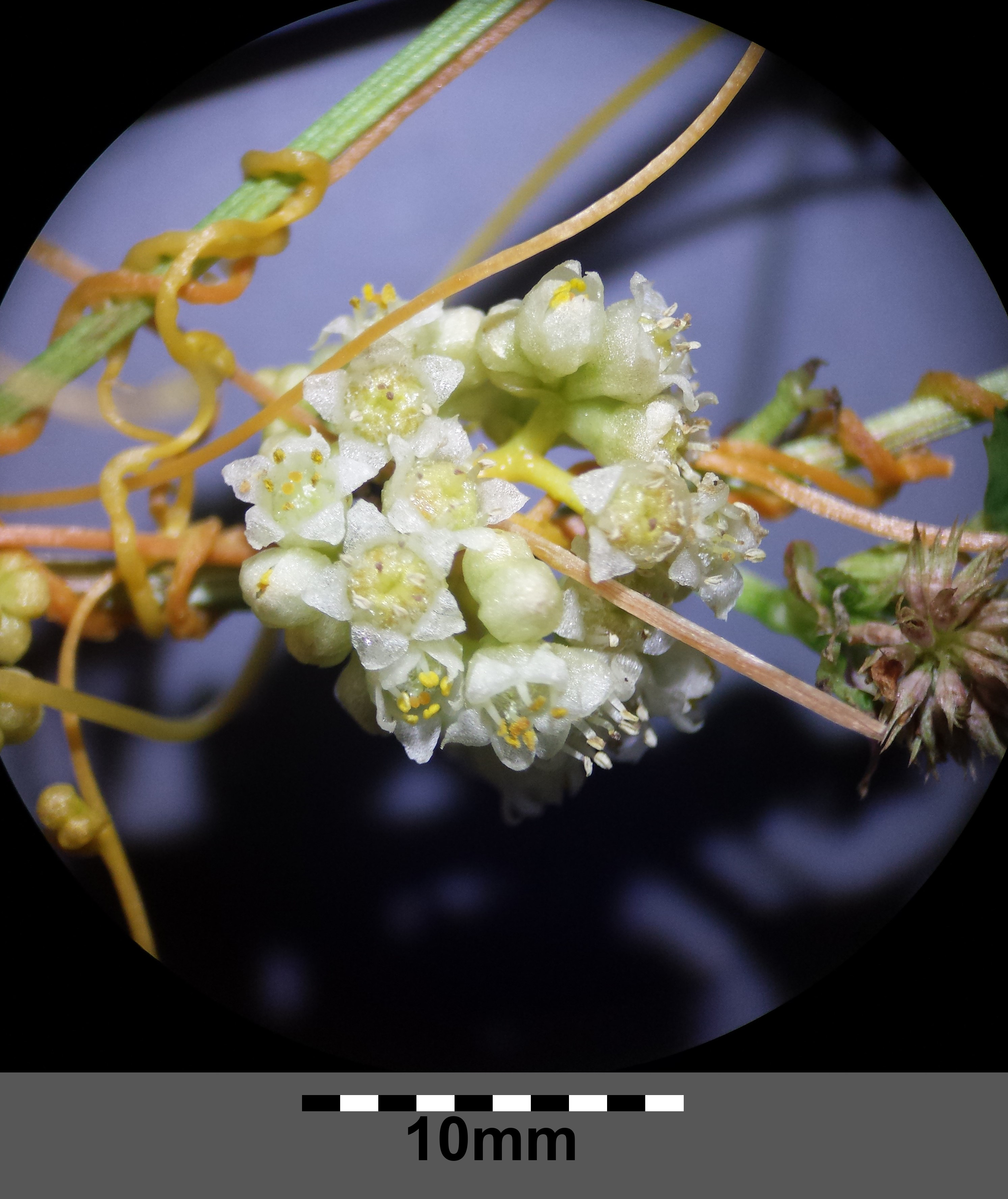
Blütenstand

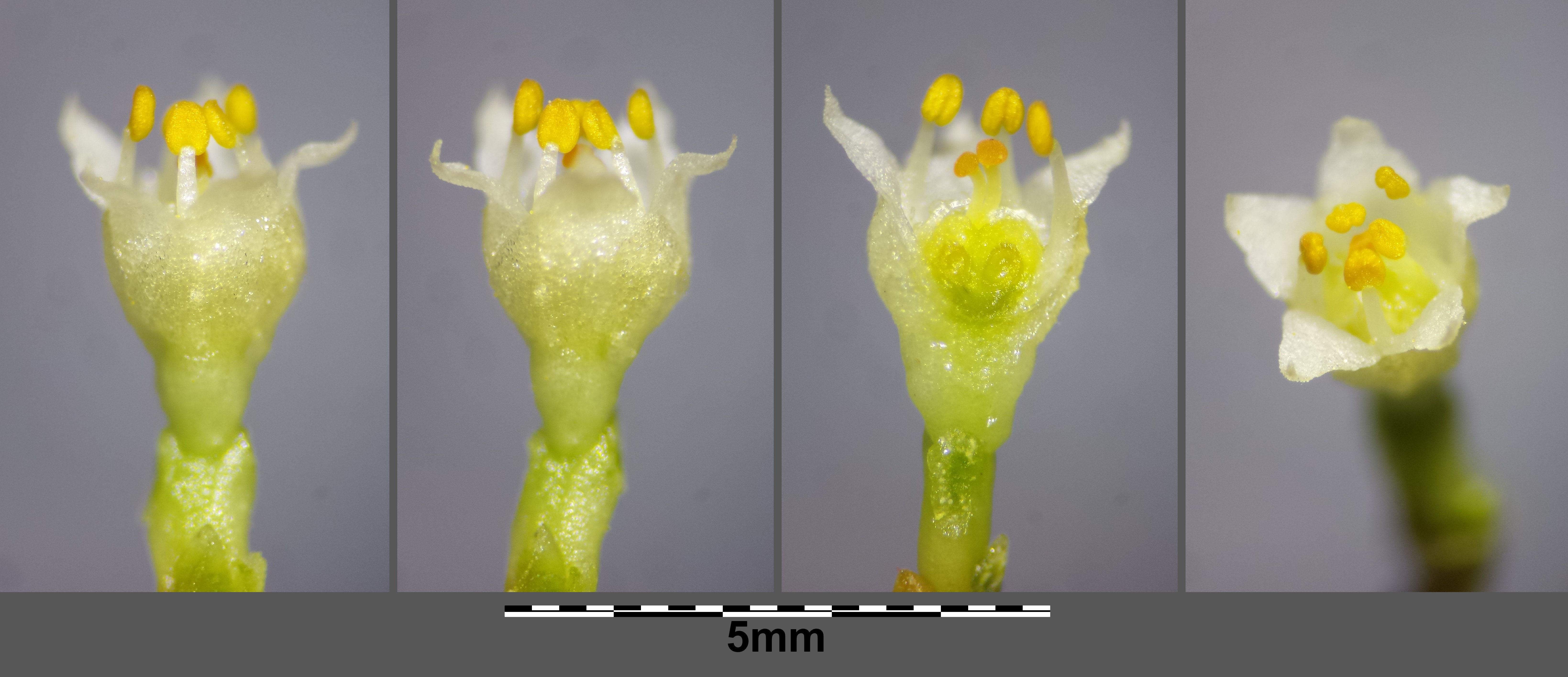
Blüte

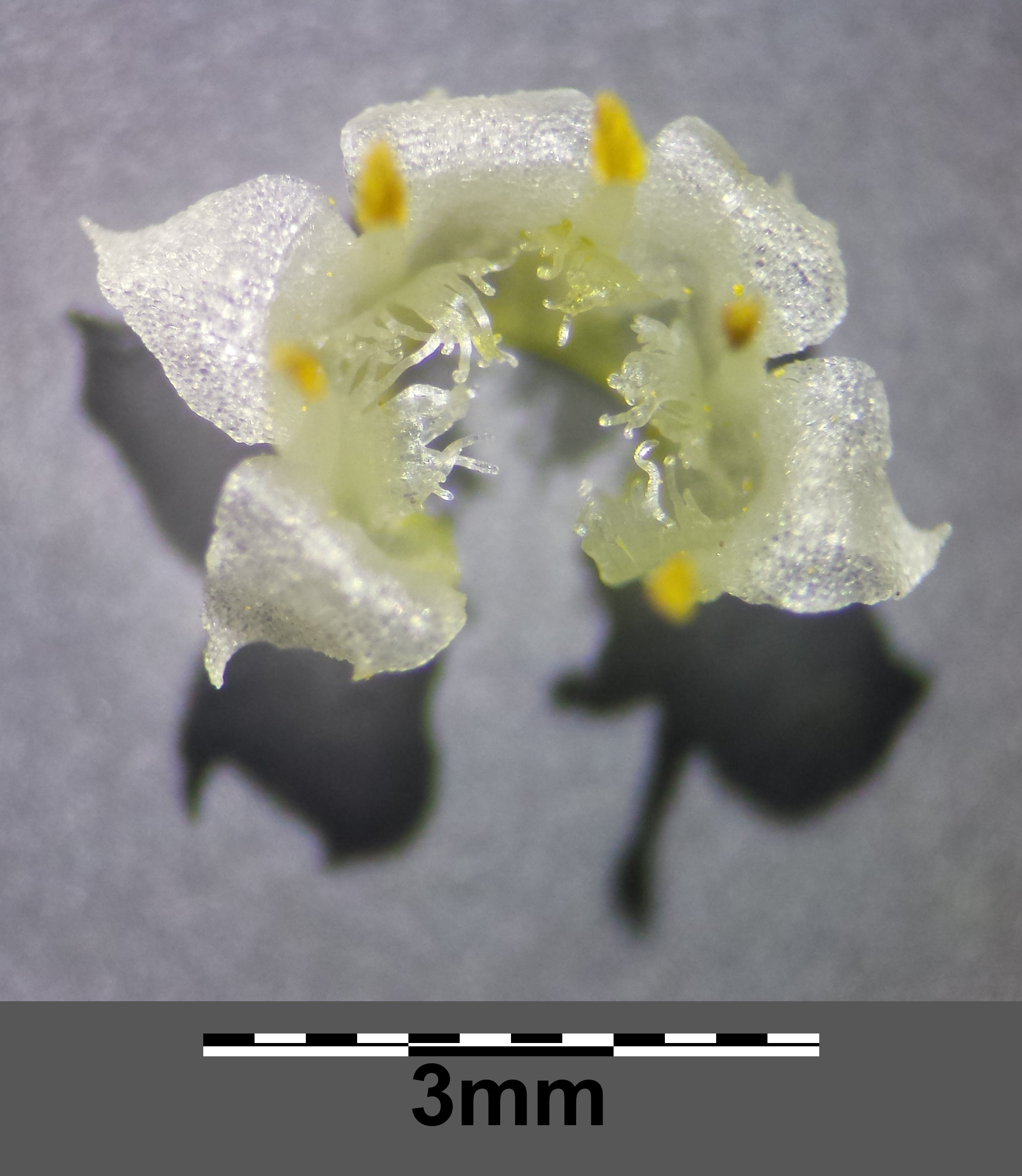
Krone mit Schlundschuppen

### Vegetative Merkmale
Die Nordamerikanische Seide ist eine einjährige krautige Pflanze und erreicht Wuchshöhen von 10 bis 50 Zentimetern. Sie wächst in dichten, verworrenen Matten. Die Stängel sind auffallend orangefarben und glatt.

### Generative Merkmale
Die Blüten stehen in mehr oder weniger dichten Knäueln und sind zum Teil kurz gestielt. Die Knäuel haben einen Durchmesser von etwa 1 Zentimeter. Die Kelchröhre ist becherförmig. Die Kelchzipfel sind kurz, sehr stumpf und fast halbkreisförmig. Die fünfteilige Krone ist gelblichweiß. Die Kronzipfel sind keilig zugespitzt, sie sind abstehend und an der Spitze nach innen gebogen. Die Staubbeutel sind so lang wie die Kronzipfel.  
Die schmalen, dreieckig zugespitzten Schlundschuppen sind meist länger als die Kronröhre und ragen aus dieser heraus. Die Narben sind kopfig. Der Fruchtknoten ist kugelig abgeplattet. Er schwillt nach der Befruchtung sehr rasch an. Die 2 Griffel sind etwa 1,5 Millimeter lang. Jede Kapsel enthält 2 bis 4 Samen. Die Samen sind eiförmig, 1 bis 1,4 Millimeter lang, 1,2 bis 1,25 Millimeter breit und auf einer Seite etwas abgeflacht.
Die Chromosomenzahl beträgt 2n = 56.

## Ökologie
Bei der Nordamerikanischen Seide handelt es sich um einen Therophyten und Holoparasiten.

## Verbreitung
Nordamerikanische Seide ist in Nordamerika, in der Karibik und im westlichen Südamerika weitverbreitet. Sie ist in Süd- und Mitteleuropa, in Asien, Afrika und Australien ein Neophyt. Auch in Deutschland kommt sie seit 1898 regional in Klee- und Luzerne-Äckern in Chenopodietea-Gesellschaften vor.
Die ökologischen Zeigerwerte nach Landolt et al. 2010 sind in der Schweiz: Feuchtezahl F = 2+w (frisch aber mäßig wechselnd), Lichtzahl L = 4 (hell), Reaktionszahl R = 3 (schwach sauer bis neutral), Temperaturzahl T = 5 (sehr warm-kollin), Nährstoffzahl N = 4 (nährstoffreich), Kontinentalitätszahl K = 2 (subozeanisch), Salztoleranz 1 = tolerant.

## Taxonomie
Die Nordamerikanische Seide wurde 1932 durch Truman George Yuncker in  Memoirs of the Torrey Botanical Club, Band 18, S. 138 (1932) als Cuscuta campestris beschrieben. Dieser Name wurde als gültig festgesetzt (nomen conservandum), obwohl der Name Cuscuta arvensis vom Jahr 1856 viel älter ist. Synonyme sind Cuscuta arvensis Beyr. ex Engelm., Cuscuta kamelorum Pavlov.